# София Хедвиг фон Шлезвиг-Холщайн-Зондербург-Глюксбург
София Хедвиг фон Шлезвиг-Холщайн-Зондербург-Глюксбург (на немски: Sophia Hedwig von Schleswig-Holstein-Sonderburg-Glücksburg; * 7 октомври 1630; † 27 септември 1652) от Дом Олденбург е принцеса от Шлезвиг-Холщайн-Зондербург-Глюксбург и чрез женитба първата херцогиня на Саксония-Цайц.
Тя е дъщеря на херцог Филип фон Шлезвиг-Холщайн-Зондербург-Глюксбург (1584 – 1663) и съпругата му София Хедвиг фон Саксония-Лауенбург (1601 – 1660), дъщеря на херцог Франц II фон Саксония-Лауенбург.
София Хедвиг умира на 27 септември 1652 г. на 21 години.

## Фамилия
София Хедвиг се омъжва на 19 ноември 1650 г. в Дрезден за херцог Мориц I фон Саксония-Цайц (1619 – 1681) в двойна сватба заедно със състра ѝ Христиана и брат му херцог Христиан фон Саксония-Мерзебург. Той е син на курфюрст Йохан Георг I фон Саксония и втората му съпруга Магдалена Сибила от Прусия. Сватбата трае четири седмици. Двамата имат децата:
- Йохан Филип (1651 – 1652)
- Мориц (1652 – 1653)